# Георгица Чочой
Георгица Чочой (на румънски: Gheorghiță Ciocioi) е румънски етнолог, публицист и преводач.

## Биография
Георгица Чочой е роден на 11 ноември 1964 г. в Плопи, Телеорман, Румъния.
Доктор по филология на Букурещкия университет с дисертация върху Жертвата на вграждането в северния и южно-дунавски баладен фонд. Корпусът на баладата на жертвата на вграждането в южно-дунавското славянско пространство), както и специализация по културна антропология и фолклор. Георгица Чочой проявява особен интерес към румънското, балканско и славянско религиозно и етнологическо пространство (балада, легенда, коледна песен, агиография, манталитети, исторически отношения между Търновската патриаршия и митрополия с румънските княжества, средно-българската литература, хроника на съвременния религиозен живот), публикувайки множество книги, статии и преводи по дадената тема.
През 2014 – 2015 г. получава от Румънската академия стипендия за изследване на южно-дунавската балада.

## Произведения
- Ghidul mănăstirilor din Basarabia, Editura Arca Învierii, București 2004;
- Meșterul Manole – portret sud-dunărean; prefață prof. univ. dr. Silviu Angelescu, Editura Sophia, București, 2012;
- Școala de înviat morți, Editura Lumea credinței, București, 2013;
- Sfântul Dimitrie cel Nou, patronul Bucureștilor. Adevăr și legendă, Editura Agapis, București, 2014;
- Jertfa zidirii în fondul baladesc nord și sud-dunărean. Corpusul bulgaro-macedonean al baladei și legendei jertfei zidirii, Editura Tracus Arte, București, 2019;
- Ortodoxie și schismă: Rusia, Ucraina, Constantinopol, Editura Lumea credinței, București, 2019;
- Hagealâcuri balcanice, Editura Lumea credinței, București, 2019;
- Spovedaniile unui pelerin valah în Ortodoxia rusă, Editura Lumea credinței, București, 2021.